# النشاط الجنسي للطفل

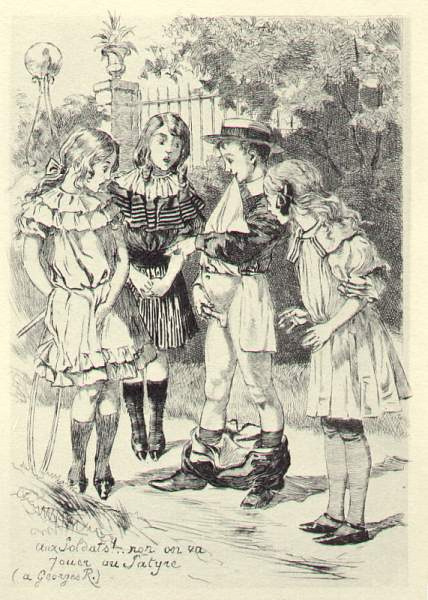

تطور النشاط الجنسي هو جزء لا يتجزأ من تطور ونضج الأطفال. مجموعة من الأنشطة الجنسية المثيرة والعاطفية المترتبة التي قد تحدث قبل البلوغ المبكر أو خلاله، ولكن قبل أن يتم بلوغ مرحلة النضج الجنسي الكامل. يتأثر تطور النشاط الجنسي للأطفال بالجوانب الاجتماعية والثقافية؛ يتأثر تصور تطور النشاط الجنسي للأطفال بدرجة أكبر بالجوانب الثقافية. لعب مفهوم النشاط الجنسي للأطفال أيضًا دورًا مهمًا في التحليل النفسي الكلاسيكي. 

## تاريخ
يبدو أن التطور البشري للأنظمة الاجتماعية يدعم رعاية علاقات القرابة بين البالغين والأطفال، مما يعني ضمناً الثقافات التي تهدف إلى حماية الأطفال من الأذى. 

### المسيحية
في أوروبا الغربية، كانت الديانة السائدة هي الكاثوليكية، واعتبر اللاهوتيون مثل الأسقف أوغسطينوس النشوة خطيئة. في وقت لاحق، قام اللاهوتيون بتضخيم هذه الفكرة، وحث رجال الدين في العصور الوسطى على استجواب العلمانيين، وإن خاطئين، يقموا بالتخلي عنهم من خلال نظام التكفير عن الذنب تحت اشراف واتباع نظام غذائي من الخبز والمياه المقدسة لأسابيع أو أشهر (في القرن السادس، أصدرت سانت كولوسان الايرلنديه الجداول التوبة التي تنص علي 20 يوماً). 
ضمن التقاليد المسيحية الأوسع نطاقًا، قيل رجال الدين بشكل مختلف عن الجنس من أي نوع، باستثناء الغرض المقصود من الحمل، للتسبب في العمى والصمم والارتباك العقلي، وكذلك (في الكاثوليكية) اللعنة الأبدية على روح الخاطئ إن لم يتم الاعتراف بها تمامًا. 

### الإسلام
في الإسلام، يثبط بشدة بين الاختلاط بين الرجل والمرأة، خاصةً عندما يكون ذلك سراً. على الرغم من أن لمس الأشخاص وتقبيلهم خارج أسرته المباشرة غير مسموح به خارج نطاق الزواج، إلا أنه يتم تشجيع بعض التنشئة الاجتماعية حتى يتعرف الرجال والنساء على بعضهم البعض (سورة الحجرات ) طالما لا توجد فاحشة أو لمس أو اجتماعات سرية أو غزل. 

### العصر الحديث
في القرن التاسع عشر، ومع وافد التصنيع ومحو الأمية، يبدو أن القمع الجنسي أصبح مؤسسيًا، كما أن النشاط خارج إطار الزواج يجرّم عمومًا  لدرجة أن الأزواج المتزوجين حديثًا واجهوا صعوبة في تتميم زواجهم. 

### فرويد
حتى نشر سيغموند فرويد ثلاث مقالات في النظرية الجنسية في عام 1905، كان الأطفال في كثير من الأحيان يُنظر إليهم على أنهم غير جنسيين، وليس لديهم أي نشاط جنسي حتى وقت لاحق من التطور. كان فرويد من أوائل الباحثين الذين درسوا بجدية النشاط الجنسي للأطفال. في حين تم رفض أفكاره، مثل النمو النفسي الجنسي وعقدة أوديب، فإن الاعتراف بأن الحياة الجنسية للأطفال كان تغييراً كبيراً.  يشعر الأطفال بالفضول بشكل طبيعي حول أجسادهم ووظائفهم الجنسية - يتساءلون من أين أتى الأطفال، ويلاحظون اختلافات تشريحية بين الذكور والإناث، ويشارك كثير منهم في اللعب التناسلي أو العادة السرية. تشمل ممارسة الجنس مع الأطفال عرض أو فحص الأعضاء التناسلية. يشارك العديد من الأطفال في بعض ممارسة الجنس، عادة مع الأشقاء أو الأصدقاء.  عادةً ما تتناقص ممارسة الجنس مع الآخرين مع مرور الأطفال في سنوات الدراسة الابتدائية، لكن لا يبقى لديهم اهتمام رومانسي بأقرانهم. تظل مستويات الفضول مرتفعة خلال هذه السنوات، وتتصاعد في سن البلوغ (تقريبًا سنوات المراهقة) عندما تحدث الطفرة الرئيسية في الاهتمام الجنسي.

### الوضع المعاصر
في الجزء الأخير من القرن العشرين، نشأ التحرر الجنسي على الأرجح في سياق انفجار ثقافي هائل في الولايات المتحدة الأمريكية في أعقاب اندلاع الحرب العالمية الثانية، والكم الهائل من وسائل الإعلام السمعية البصرية التي وزعت في جميع أنحاء العالم من الإلكترونية الجديدة وتكنولوجيا المعلومات. يمكن للأطفال الوصول إلى المواد والتأثر بها، على الرغم من برمجيات الرقابة والتحكم في المحتوى . 

## نظريات وبحوث
أجريت البحوث حول الحياة الجنسية للشباب إلى حد كبير على مدار القرن العشرين في العالم الغربي وتهتم معظمها بالقمع لأسباب تتعلق بالدين و/أو المخاوف من انتشار الأمراض المنقولة جنسياً. 
حدد سيجموند فرويد في كتابه عام 1905، ثلاث مقالات في النظرية الجنسية، نظرية التطور الجنسي مع خمس مراحل متميزة: المرحلة الفمية (0–1.5 سنوات)، المرحلة الشرجية (1.5 - 3.5 سنة)، المرحلة القضيبية ( 3.5-6 سنوات) والتي بلغت ذروتها في حل عقدة أوديب، والمرحلة الكامنة (6-12 سنة)، ومرحلة التناسلية (أو الكبار).
تضمن ألفريد كينزي في تقارير كينزي (1948 و 1953) بحثًا عن الاستجابة الجنسية الجسدية للأطفال، بمن فيهم الأطفال قبل سن البلوغ (رغم أن التركيز الرئيسي للتقارير كان على البالغين). بينما كانت هناك مخاوف مبدئية من عدم إمكانية الحصول على بعض البيانات الواردة في تقاريره دون ملاحظة الاعتداء الجنسي على الأطفال أو المشاركة فيه،  تم الكشف عن البيانات لاحقًا في التسعينات من القرن الماضي والتي تم جمعها من يوميات واحدة الاستغلال الجنسي للأطفال الذين كانوا يقومون بالتحرش بالأطفال منذ عام 1917.  وقد جعل هذا الأمر فعالًا مجموعة البيانات لا قيمة لها تقريبًا، ليس فقط لأنها تعتمد بالكامل على مصدر واحد، ولكن تم الإبلاغ عن البيانات من قبل مراقب غير موثوق للغاية. في عام 2000، لاحظت الباحثة السويدية إنج-بيت لارسون، "من الشائع جداً الإشارة إلى ألفريد كينزي"، بسبب ندرة الدراسات اللاحقة واسعة النطاق للسلوك الجنسي للأطفال. 